# 美國化學工程學會
美國化學工程學會，簡稱AIChE，是一個化學工程的專業機構。美國化工學會於1908年設立，其宗旨在將化學工程建立為一個獨立於化學與機械工程學之外的工程學學科。至2013年止，美國化工學會已有超過45,000名會員，分別來自100多個不同的國家。全球各地的大學化工學生分會也都承襲了它的歷史，使學生們有參與各地學術界及產業界的社交機會。

美國化學工程學會標誌。

## 技術部門與論壇
學會的部門和論壇分別負責提供技術資料及進行技術會議的編程，獎勵表彰在專業領域上表現優秀的化學工程師。此外，它們也提供頂級工程師在一般學科或生物技術等新興或永續領域的機會。以下是其部門與論壇的列表：
- 催化與反應工程部門（Catalysis and Reaction Engineering Division；CRE）
- 計算分子科學與工程論壇（Computational Molecular Science & Engineering Forum；CoMSEF）
- 計算與系統技術部門（Computing & Systems Technology Division；CAST）
- 教育部門（Education Division；EDU）
- 環境部門（Environmental Division；ENV）
- 食品醫藥與生物工程部門（Food, Pharmaceutical & Bioengineering Division；FP&BE）
- 森林產品部門（Forest Products Division；FP）
- 燃料和石化產品部門（Fuels & Petrochemicals Division；F&P）
- 材料工程與科學部門（Materials Engineering & Sciences Division；MESD）
- 纳米科學與工程論壇（Nanoscale Science Engineering Forum；NSEF）
- 北美混合論壇（North American Mixing Forum；NAMF）
- 核能工程部門（Nuclear Engineering Division；NE）
- 粒子技術論壇（Particle Technology Forum；PTF）
- 程序開發部門（Process Development Division；PD）
- 安全與健康部門（Safety & Health Division；S&H）
- 分離部門（Separations Division；SEP）
- 永續工程論壇（Sustainable Engineering Forum；SEF）
- 運輸及能源流程部門（Transport and Energy Processes Division；TEP）

## 會員等級
美國化工學會的會員有四個等級（由高而低排列）：
- 同伴
- 高級會員（Senior Member）
- 會員
- 學生會員（Student Member）

任何會員等級都可在美國化工學會的章程資格規定下競選。

## 與產業界與學術界的聯合倡議
隨著新技術的發展與進步，必須與各領域的專家緊密合作，以邁向共同的目標。而美國化工學會即扮演著聯合產業界、學術界與其餘各界的主要角色。
- 化工程序安全中心（Center for Chemical Process Safety；CCPS）[4]
- 緊急救援系統設計研究所（Design Institute for Emergency Relief Systems；DIERS）[5]
- 物理特性研究所（Design Institute for Physical Properties；DIPPR）[6][7]
- 安全和化學工程教育計劃（Safety and Chemical Engineering Education Program；SACHE）[8]
- 永續發展研究所（Institute for Sustainability；IFS）[9]

## 出版刊物
- 《Chemical Engineering Progress》：提供技術及專業資訊的月刊雜誌。
- 《AIChE Journal》：同行評審的月刊，內容涵蓋開創性的研究化學工程及相關領域。
- 《Process Safety Progress》：內容涵蓋程序安全問題的季刊。
- 《Environmental Progress》：內容涵蓋環境學科和政府環保法規的季刊。
- 《Biotechnology Progress》：同行評審的隔月期刊，內容涵蓋生物加工、生物醫藥生物分子領域的研究報告和評論。

## 延伸閱讀
- T. S. Reynolds. . AIChE. 1983. ISBN 0-8169-0231-3.

## 外部連結
- 美國化學工程學會官方網站 （页面存档备份，存于）
- 關於美國化學工程學會 （页面存档备份，存于）